# 神戸大学海洋政策科学部

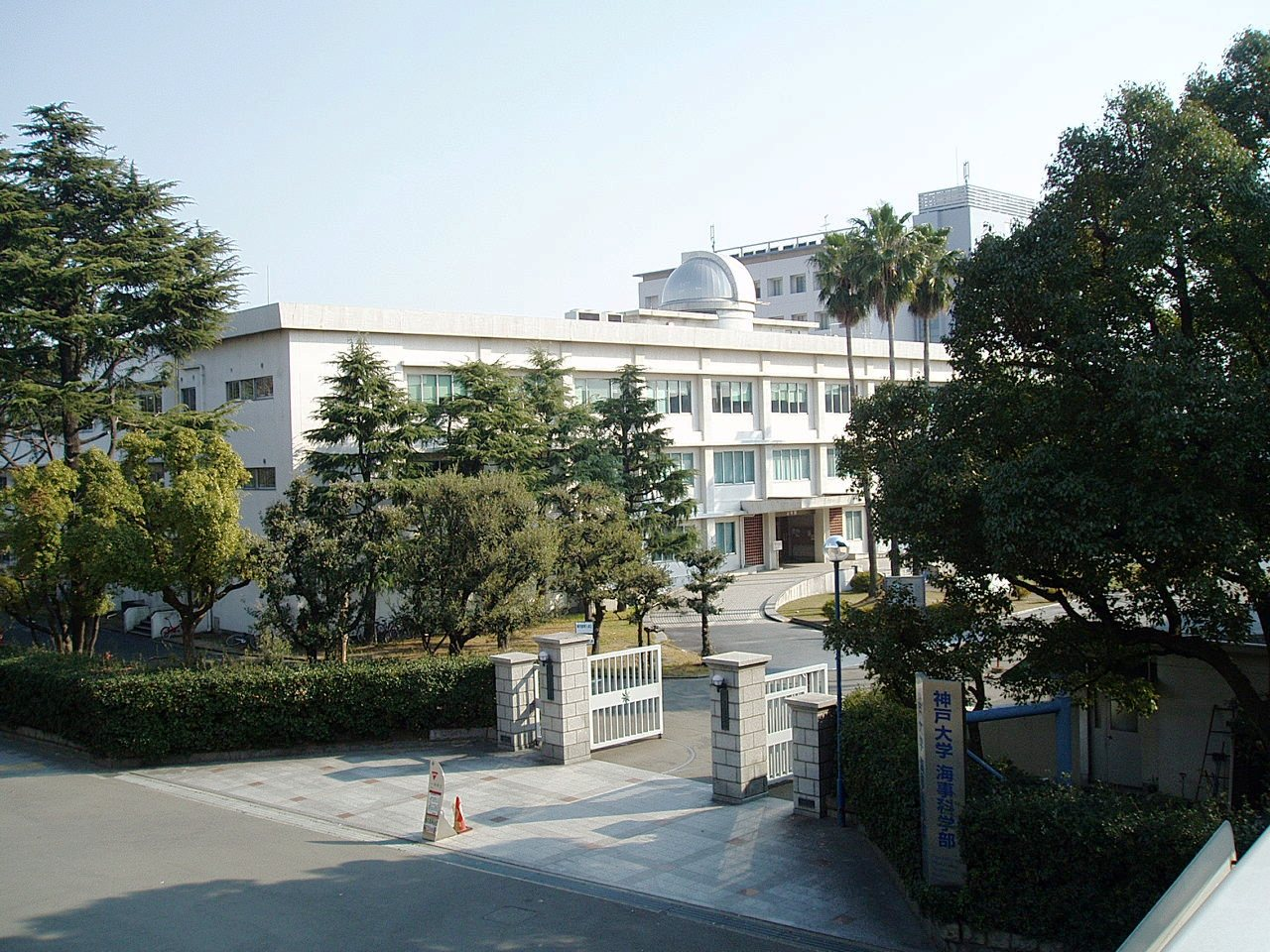
深江キャンパス

神戸大学海洋政策科学部（こうべだいがくかいようせいさくかがくぶ、英称:Faculty of Ocean Science and Technology）は、神戸大学に設置される学部の一つである。

## 歴史
海洋政策科学部の起源は1920年（大正9年）創設の官立神戸高等商船学校（航海科・機関科）に由来する。同校は神戸川崎財閥の川崎正蔵によって創設されたが、後に国家に献納され、東京高等商船学校（現・東京海洋大学）とともに高級船員ならびに海事の専門家養成の双璧として重きをなしてきた学校であった。戦時中、東京と神戸、および清水の高等商船学校が統合されたが、戦後、神戸高等商船学校跡地に同校の伝統を継承する新制神戸商船大学が再設置された。
神戸商船大学は、2004年に神戸大学に統合され、海事科学部となり、神戸高等商船学校以来の校地は神戸大学深江キャンパスとなった。
2019年7月、神戸大学は船員養成や海洋技術者育成を主眼としていた海事科学部を、2021年4月を目処に新分野の海洋産業（洋上風力発電や海底資源探査）や海洋政策創出に貢献する人材も視野に入れた学部に改組することを発表し、学部名を仮称として「海洋政策科学部」とした。同年10月には改組に呼応した学内横断の「海神（かいじん）プロジェクト」を発足させ、イメージキャラクターとして手塚治虫の漫画『海のトリトン』を採用した。これらを経て、2021年4月に予定通り「海洋政策科学部」が発足した。

## 著名な出身者
※前身校を含む。
- 石井利雄：神高船（機関）首席、三井物産勤務、海軍造船技師、海軍中尉、戦後は日本鋼管造船本部勤務、日本ブラストマシン専務取締役。
- 今井泉：神船大卒、小説家
- 梅林孝次：神高船（機関）卒、海軍予備員から現役に転官し、海軍航空隊の操縦士となる、日中戦争で戦死、海軍大尉。
- 斎藤真美：朝日放送テレビアナウンサー、斎藤裕美の妹
- 斎藤裕美：毎日放送アナウンサー、斎藤真美の姉
- 清水久継：神船大卒、外交官、駐モーリタニア特命全権大使
- パーカー：日本の男性YouTuber